# Хелмненский повет
Хелминьский пове́т (пол. Powiat chełmiński) — повет (район) в Польше, входит как административная единица в Куявско-Поморское воеводство. Центр повета — город Хелмно. Занимает площадь 527,62 км². Население — 52 361 человек (на 31 декабря 2015 года).

## Административное деление
- города: Хелмно
- городские гмины: Хелмно
- сельские гмины: Гмина Хелмно, Гмина Киево-Крулевске, Гмина Лисево, Гмина Папово-Бискупе, Гмина Стольно, Гмина Унислав

## Демография
Население повета дано на 31 декабря 2015 года.
| Перепись            | Всего  | Мужчины | Женщины |
| ------------------- | ------ | ------- | ------- |
| Всего               | 52 361 | 25 713  | 26 648  |
| Городское население | 20 215 | 9635    | 10 580  |
| Сельское население  | 37 146 | 16 078  | 11 068  |